# Cee
Pour les articles homonymes, voir Cee.

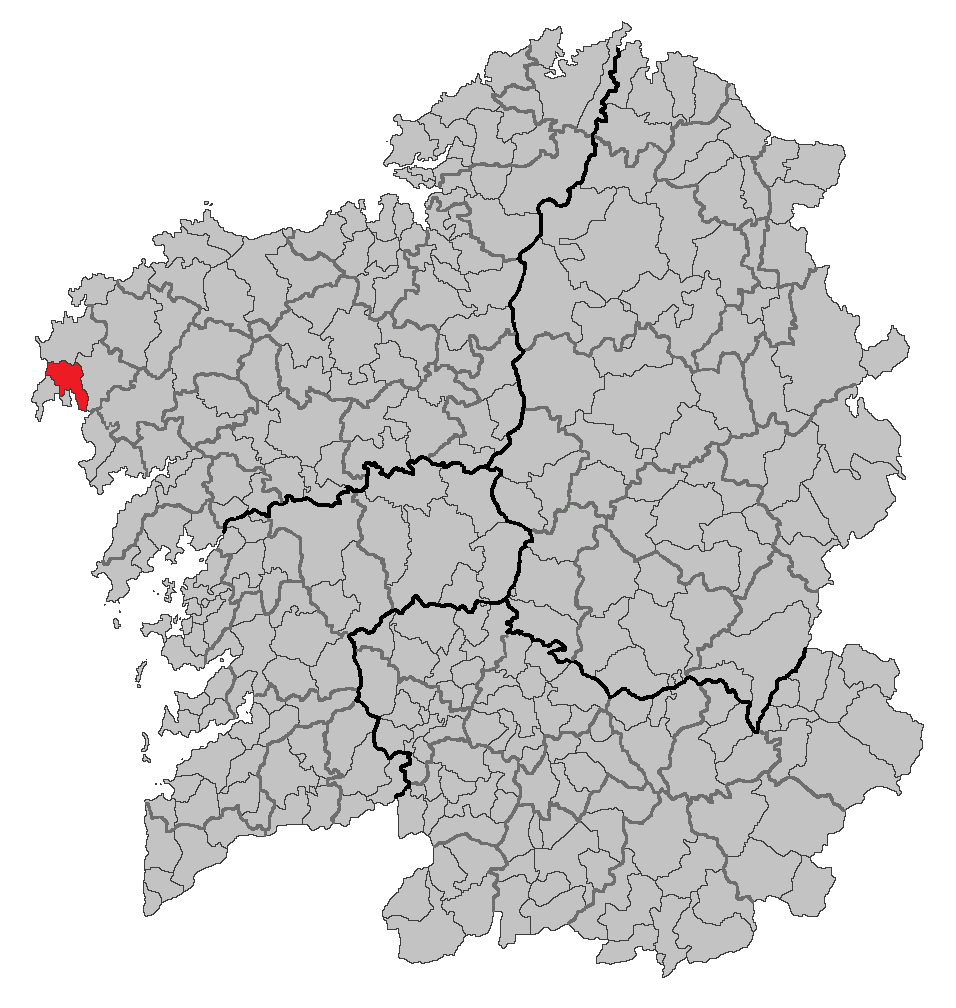
Localisation de Cee en Galice

Cee est une commune de la province de La Corogne dans la communauté autonome de Galice en Espagne. Population recensée en 2010 : 7 810 habitants

## Histoire
Dans le toponyme de Cee, ainsi que pour d'autres lieux de cette côte de Galice, quelques historiens veulent voir la trace de noms grecs, ainsi pour Ézaro, O Pindo et Chios, ce qui suppose une colonisation importante. Mais cette probable hellénisation d'une partie des côtes galiciennes n'est pas suffisamment démontrée. Il est plus vraisemblable que l'étymologie dérive de cetárea (cetus) (en latin il s'agit du thon ou de la baleine) ainsi que pour Cedeira.
La documentation de Cee au XVIIIe siècle est importante. La pêche était une activité importante, en particulier celle des cétacés. C'est à cette époque qu'a été construite l'église (ou sanctuaire), dans un style gothique tardif. L'église a été reconstruite après la destruction par les Français, quelques parties de l'édifice primitif ont été conservées.